# Operació Titella
L'Operació Titella («títere» en castellá, però se la coneix pel nom en català) és una operació policial de gran envergadura, executada a mitjan 2021, duta a terme per unitats especialitzades de la policia espanyola contra un entramat criminal dirigit presumptament pel còmic José Luis Moreno, per liderar una xarxa d'estafes financeres.

## Origen
L'origen es data l'any 2018, arran de diverses denúncies d'entitats bancàries en les quals es manifestava com fent abús de l'operativa bancària aquesta organització havia aconseguit defraudar més d'un milió tres-cents mil euros.
La recerca va arrencar després d'una estafa a Abanca de 1,3 milions d'euros, la qual cosa va provocar que el Jutjat número 14 de Madrid obrís diligències, i que els Cossos i Forces de Seguretat de l'Estat impulsessin l'operació policial.
Les societats mercantils implicades oferien projectes empresarials de tota mena a entitats bancàries. I a través d'elles captaven tots els diners per a la trama. Una vegada aquests milions d'euros en fons arribaven al seu poder, els projectes mai es materialitzaven, i els diners finalment desapareixia fluctuant cap a les butxaques de la xarxa. Els bancs no tornaven a saber res més d'aquestes persones a les quals els havien prestat tal quantitat de diners.
Alguns mitjans apunten al fet que la xarxa portava activa almenys cinc anys.
Per a perpetrar el sistema de blanqueig, la xarxa comptava amb la participació activa en el delicte de directors de bancs, una notaria i fins a productors de televisió.
Després de les perquisicions empreses per la Policia Nacional i la Guàrdia Civil entre 2019 i 2021, s'ha pogut constatar com, una vegada es captaven els fons, activaven una maquinària perfectament estudiada on el piloteig de xecs, la facturació simulada i la falsificació de documents mercantils era l'activitat ordinària.

## Causa
El productor i empresari va ser detingut el dimarts 29 de juny de 2021, juntament amb altres 52 persones. Es va desmantellar una suposada xarxa internacional d'estafadors que comptaven amb més de 700 societats mercantils amb les quals presumptament haurien estafat més de 50 milions d'euros.
Aprofitaven la seva estructura empresarial per blanquejar els diners negres de les organitzacions del tràfic de drogues; Es tracta de la darrera fase d'una operació, duta a terme per la Policia Nacional i la Guàrdia Civil durant més de dos anys de recerca; Amb les noves detencions es desmantella completament la xarxa, en localitzar les persones dedicades a la captació de fons; L'organització comptava amb més de 700 mercantils per aconseguir els seus fins il·lícits.
El fruit del delicte que era blanquejat pels investigats, tenia com a destinacions entre altres països, Suïssa, Panamà i les Maldives. La capacitat d'aquesta organització arribava fins a tal punt que abans que la xarxa caigués ja havien fet passos importants per a obrir un banc propi a Malta, en el qual centralitzar els guanys.

## Recerca
L'operació policial ha revelat una xarxa important de blanqueig de capitals, vinculada també al tràfic de drogues. L'operació policial es va estendre a ciutats com Madrid, Barcelona, Alacant, València i Múrcia.
En total s'han identificat fins a 700 societats mercantils a través de les que es netejaven milions d'euros procedents del trànsit de substàncies.